# Xerofagi
Xerofagi (græsk) betyder "tør føde". De gamle kristne holdt en fasteperiode, hvor de alene indtog tør føde.
| Religion | Spire Denne religionsartikel er en spire som bør udbygges. Du er velkommen til at hjælpe Wikipedia ved at udvide den. |